# Gas Processors Association
Die Gas Processors Association (kurz GPA) ist der US-amerikanische Verband der gasverarbeitenden Industrie.

## Geschichte
Die GPA wurde 1921 gegründet, damals noch unter dem Namen Association of Natural Gasoline Manufacturers (dt.: Verband der Naturbenzin-Hersteller). Hauptmotivation der Gründer war der Wunsch nach Standards für
- Produkte
- Transport
- Sicherheit

Die Bezeichnung wurde 1974 eingeführt, um die wachsende Bedeutung des Erdgases zu berücksichtigen. 2007 waren in der GPA alle großen Firmen der Branche, 105 an der Zahl, organisiert.

## Jährliche Tagung
Die GPA hält alljährlich im Frühjahr eine große Tagung (2008 ist die 87.) ab, die hunderte Ingenieure und Wissenschaftler der GPA-Mitgliedsfirmen und diverser anderen wissenschaftlicher Institutionen zusammenführt. Themenschwerpunkte sind technische Entwicklungen ebenso wie aktuelle Markt- und Produktentwicklungen. 